# Manami Numakura
Manami Numakura (沼倉愛美?, Numakura Manami; Hiratsuka, 15 aprile 1988) è una doppiatrice giapponese, affiliata con l'agenzia Arts Vision. I suoi ruoli più celebri sono quelli di Hibiki Ganaha nel videogioco e nell'anime The Idolmaster, di Arata Kohata in Black Rock Shooter e di Riko Kurahashi in Love Lab

## Ruoli principali

### Serie animate
- Aikatsu!: Yurika Todo
- Attack on Titan: The Final Season: Pieck Finger
- Black Rock Shooter: Arata Kohata
- Dr. Stone: Kohaku
- Hanamaru Kindergarten: Kenji
- Hoshizora e kakaru hashi: Keita Yamakawa
- Infinite Dendrogram: Leviathan
- I've Been Killing Slimes for 300 Years and Maxed Out My Level: Beelzebub[1]
- Kami-sama no memo-chō:
- Love Lab: Riko Kurahashi
- Fairy Tail: Brandish μ
- Ongaku shōjo: Haru Chitose
- Overlord: Narberal γ
- Poison Control: Poisonette
- Ren'ai bōkun: Akane Hiyama[2]
- Sasami-san@Ganbaranai: Jō Edogawa
- Sket Dance: Ayano Sugisaki
- Tamayura: Hitotose: Shōko Hirono
- That Time I Got Reincarnated as a Slime: Hinata Sakaguchi
- The Idolmaster: Hibiki Ganaha
- The World God Only Knows: Hibiki
- Usagi Drop: Infermiera
- Yondemasuyo, Azazel-san.:

### Videogiochi
- Alice Gear Aegis CS: Concerto of Simulatrix: Yotsuyu Hirasaka, Kaoruko Yamano
- Azur Lane: SN Sovetskaya Rossiya, USS Benson, FFNF Surcouf, HMS Dorsetshire
- Blue Archive: Karin Kakudate
- Demon Gaze: Pinay
- Granblue Fantasy: Rosalind
- Killer Is Dead: Scarlett
- Mary Skelter 2: Hikari
- Mary Skelter Finale: Hikari
- Mugen Souls: Alys Levantine
- Mugen Souls Z: Alys Levantine
- New Pokémon Snap: Rita
- Pokémon Masters EX: Tricia, Tish, Tilia
- Sakura Wars (videogioco 2019): Lancelot
- Tales of Berseria: Niko
- Tokyo Xanadu: Rion Kugayama
- World End Syndrome: Kaori Yamashiro
- Xenoblade Chronicles X: Definitive Edition: Liesel
- Yo-kai Watch 3: Buck